# Notnops calderoni
Notnops calderoni (лат.) — вид мелких пауков рода Notnops из семейства Caponiidae. Южная Америка: Чили.

## Описание
Длина самцов от 2,30 до 2,78 мм. Основная окраска оранжевая (ноги жёлтые, брюшко кремово-белое). На головогруди развиты только 4 глаза, расположенные в один поперечный ряд. Формула ног 4-1-2-3. Карапакс овальный.
Вид Notnops calderoni был впервые описан в 1994 году американским арахнологом Норманом Платником (Norman I. Platnick; р.1951; Американский музей естественной истории, Манхэттен, Нью-Йорк, США). Таксон Notnops calderoni включён в состав рода Notnops Platnick, 1994. Видовое название N. calderoni дано по имени чилийского арахнолога Рауля Калдерона Гонзалеса (исп. Raúl Calderón González), внесшего вклад, в том числе, и в изучение данного вида.